# Contea di Liulin
La contea di Liulin (柳林县S, Liǔlín XiànP) è una contea della Cina, situata nella provincia dello Shanxi e amministrata dalla prefettura di Lüliang.